# Premi Oscar 1936
L'8ª edizione della cerimonia di premiazione dei Premi Oscar si è tenuta il 5 marzo 1936 al Biltmore Bowl del Biltmore Hotel di Los Angeles. Il conduttore della serata è stato il regista statunitense e presidente dell'Academy Frank Capra.

## Vincitori e candidati
Vengono di seguito indicati in grassetto i vincitori. Dove ricorrente e disponibile, viene indicato il titolo in lingua italiana e quello in lingua originale tra parentesi.

### Miglior film
- La tragedia del Bounty (Mutiny on the Bounty), regia di Frank Lloyd
- Capitan Blood (Captain Blood), regia di Michael Curtiz
- Cappello a cilindro (Top Hat), regia di Mark Sandrich
- David Copperfield, regia di George Cukor
- Follie di Broadway 1936 (Broadway Melody of 1936), regia di Roy Del Ruth
- I lancieri del Bengala (The Lives of a Bengal Lancer), regia di Henry Hathaway
- Il maggiordomo (Ruggles of Red Gap), regia di Leo McCarey
- Primo amore (Alice Adams), regia di George Stevens
- Il sergente di ferro (Les miserables), regia di Richard Boleslawski
- Sogno di una notte di mezza estate (A Midsummer Night's Dream), regia di William Dieterle e Max Reinhardt
- Terra senza donne (Naughty Marietta), regia di W. S. Van Dyke
- Il traditore (The Informer), regia di John Ford

### Miglior regia
- John Ford - Il traditore (The Informer)
- Michael Curtiz - Capitan Blood (Captain Blood)
- Henry Hathaway - I lancieri del Bengala (The Lives of a Bengal Lancer)
- Frank Lloyd - La tragedia del Bounty (Mutiny on the Bounty)

### Miglior attore
- Victor McLaglen - Il traditore (The Informer)
- Clark Gable - La tragedia del Bounty (Mutiny on the Bounty)
- Charles Laughton - La tragedia del Bounty (Mutiny on the Bounty)
- Paul Muni - Black Fury (candidatura non ufficiale)
- Franchot Tone - La tragedia del Bounty (Mutiny on the Bounty)

### Migliore attrice
- Bette Davis - Paura d'amare (Dangerous)
- Elisabeth Bergner - Non mi sfuggirai (Escape Me Never)
- Claudette Colbert - Mondi privati (Private Worlds)
- Katharine Hepburn - Primo amore (Alice Adams)
- Miriam Hopkins - Becky Sharp
- Merle Oberon - L'angelo delle tenebre (The Dark Angel)

### Miglior sceneggiatura
- Dudley Nichols - Il traditore (The Informer)
- Casey Robinson - Capitan Blood (Captain Blood)
- Waldemar Young, John L. Balderston, Achmed Abdullah, Grover Jones e William Slavens McNutt - I lancieri del Bengala (The Lives of a Bengal Lancer)
- Talbot Jennings, Jules Furthman e Carey Wilson - La tragedia del Bounty (Mutiny on the Bounty)

### Miglior soggetto originale
- Ben Hecht e Charles MacArthur - The Scoundrel
- Moss Hart - Follie di Broadway 1936 (Broadway Melody of 1936)
- Gregory Rogers - La pattuglia dei senza paura (G-Men)
- Don Hartman e Stephen Avery - L'allegro inganno (The Gay Deception)

### Miglior fotografia
- Hal Mohr - Sogno di una notte di mezza estate (A Midsummer Night's Dream)
- Ray June - La costa dei barbari (Barbary Coast)
- Victor Milner - I crociati (The Crusades)
- Gregg Toland - Il sergente di ferro (Les miserables)

### Miglior scenografia
- Richard Day - L'angelo delle tenebre (The Dark Angel)
- Hans Dreier e Roland Anderson - I lancieri del Bengala (The Lives of a Bengal Lancer)
- Van Nest Polglase e Carroll Clark - Cappello a cilindro (Top Hat)

### Migliore aiuto regia
- Clem Beauchamp e Paul Wing - I lancieri del Bengala (The Lives of a Bengal Lancer)
- Joseph M. Newman - Davide Copperfield
- Sherry Shourds - Sogno di una notte di mezza estate (A Midsummer Night's Dream)
- Eric Stacey - Il sergente di ferro (Les miserables)

### Migliore coreografia
- Dave Gould - I've Got a Feeling You're Fooling da Follie di Broadway 1936 (Broadway Melody of 1936) e Straw Hat da Folies Bergere
- Busby Berkeley - Lullaby of Broadway e The Words Are in My Heart da Donne di lusso (Gold Diggers of 1935)
- Bobby Connolly - Latin from Manhattan da Canzoni appassionate (Go Into Your Dance) e "Playboy from Paree" da Broadway Hostess
- Sammy Lee - Lovely Lady e Too Good to Be True da King of Burlesque
- LeRoy Prinz - It's the Animal in Me da Big Broadcast of 1936 e "Viennese Waltz" da All the King's Horses
- Benjamin Zemach - Hall of Kings da La donna eterna (She)
- Hermes Pan - Piccolino e Top Hat, White Tie, and Tails da Cappello a cilindro (Top Hat)

### Miglior montaggio
- Ralph Dawson - Sogno di una notte di mezza estate (A Midsummer Night's Dream)
- Margaret Booth - La tragedia del Bounty (Mutiny on the Bounty)
- George Hively - Il traditore (The Informer)
- Ellsworth Hoagland - I lancieri del Bengala (The Lives of a Bengal Lancer)
- Robert J. Kern - Davide Copperfield
- Barbara McLean - Il sergente di ferro (Les miserables)

### Miglior sonoro
- Douglas Shearer e Metro-Goldwyn-Mayer Studio Sound Department - Terra senza donne (Naughty Marietta)
- Gilbert Kurland e Universal Studio Sound Department - La moglie di Frankenstein (Bride of Frankenstein)
- Nathan Levinson e Warner Bros. - First National Studio Sound Department - Capitan Blood (Captain Blood)
- Thomas T. Moulton e United Artists Studio Sound Department - L'angelo delle tenebre (The Dark Angel)
- Carl Dreher e RKO Radio Studio Sound Department - Notte di carnevale (I Dream Too Much)
- Franklin B. Hansen e Paramount Studio Sound Department - I lancieri del Bengala (The Lives of a Bengal Lancer)
- John P. Livadary e Columbia Studio Sound Department - Sulle ali della canzone (Love Me Forever)
- Republic Studio Sound Department - Mille dollari al minuto ($1,000 a Minute)
- Edmund H. Hansen e 20th Century-Fox Studio Sound Department - Thanks a Million

### Migliore colonna sonora
- Max Steiner - Il traditore (The Informer)
- Erich Wolfgang Korngold - Capitan Blood (Captain Blood)
- Herbert Stothart - La tragedia del Bounty (Mutiny on the Bounty)
- Ernst Toch - Sogno di prigioniero (Peter Ibbetson)

### Miglior canzone
- Lullaby of Broadway, musica di Harry Warren, testo di Al Dubin - Donne di lusso (Gold Diggers of 1935)
- Cheek to Cheek, musica e testo di Irving Berlin - Cappello a cilindro (Top Hat)
- Lovely to Look At, musica di Jerome Kern, testo di Dorothy Fields e Jimmy McHugh - Roberta

### Miglior cortometraggio commedia
- How To Sleep, regia di Nick Grinde
- Oh, My Nerves, regia di Del Lord
- Questione d'onore (Tit for Tat), regia di Charley Rogers

### Miglior cortometraggio novità
- Wings over Mt. Everest, regia di Geoffrey Barkas e Ivor Montagu
- Audioscopiks, regia di Jacob Leventhal e John Norling
- Camera Thrills, regia di Charles E. Ford

### Miglior cortometraggio d'animazione
- I tre orfanelli (Three Orphan Kittens), regia di David Hand
- The Calico Dragon, regia di Rudolf Ising
- Chi ha ucciso Cock Robin? (Who Killed Cock Robin?), regia di David Hand

## Premi speciali

### Oscar onorario
- David Wark Griffith per la creatività che lo ha contraddistinto come produttore e regista e per le sue inestimabili iniziative e i suoi contributi al progresso dell'arte cinematografica.